# Altella
Altella és un gènere d'aranyes araneomorfes de la família dels dictínids (Dictynidae). Fou descrita per primera vegada l'any 1884 per Simon.

## Taxonomia
Segons el World Spider Catalog del 28 de novembre de 2018, existeixen les següents espècies:
- Altella aussereri Thaler, 1990 — Itàlia
- Altella biuncata (Miller, 1949) — Europa central
- Altella caspia Ponomarev, 2008 — Kazakhstan
- Altella conglobatta Dyal, 1935 - Pakistan
- Altella hungarica Loksa, 1981 — Hongria
- Altella lucida (Simon, 1874) — Europa, Turquia
- Altella media Wunderlich, 1992 — Illes Canàries
- Altella opaca Simon, 1911 — Algèria
- Altella orientalis Balogh, 1935 — Hongria
- Altella pygmaea Wunderlich, 1992 — Illes Canàries
- Altella uncata Simon, 1884 — Algèria